# Вахандарья
Вахандарья́ (в верховье Вахджир; перс. وخجیر‎, перс. وخان‌دریا‎) — река на северо-востоке Афганистана. Длина 220 км.

## Описание
Берёт начало от ледника Вревского на южной окраине Памира; в верховье (верхнем течении) называется Вахджир . Течёт между Ваханским хребтом и Гиндукушем в глубокой долине.
Сливаясь около границы Афганистана и Таджикистана с рекой Памир, образует реку Пяндж.